# Nederlands landskampioenschap voetbal 1914/1915
Dvacátý sedmý ročník Nederlands landskampioenschap voetbal (česky: Nizozemské fotbalové mistrovství) se účastnilo 18 klubů, které byly rozděleny do dvou skupin (Východní a západní).
Vítězové skupin se utkaly třikrát proti sobě. Titul získal popáté v klubové historii Sparta Rotterdam.